# Stefanos I.

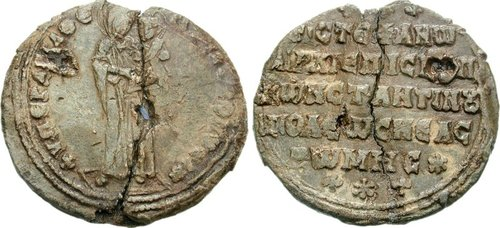
Pečeť „Stefana, arcibiskupa Konstantinopole, Nového Říma“ (možná i Stefana II.)

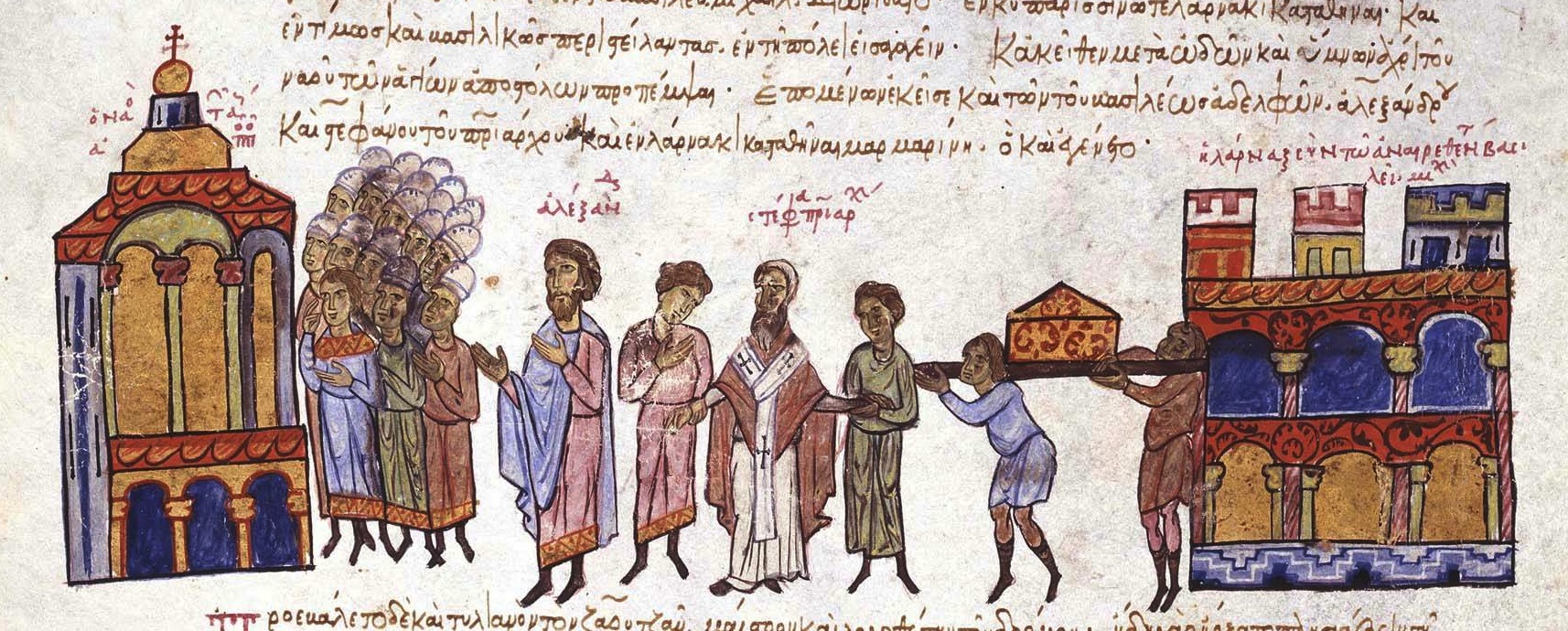
Stefanos I. při znovupohřbívání Michaela III. 886, miniatura, Kronika Jana Skylicese, Madrid

Stefanos I. (Štěpán I., řecky Στέφανος Α΄; asi listopad 867 – 17. nebo 18. května 893 ) byl patriarcha Konstantinopole v letech 886 až 893.

## Život
Stefanos byl synem Eudokie Ingeriny, která byla zpočátku konkubínou císaře Michaela III. († 867), později také manželkou jeho nástupce Basila I. ještě za Michaelova života. Basileios byl oficiálně považován za Stefanova otce, ale pověsti připisují otcovství Michaelovi.
Jednoznačně nelze určit ani datum narození pozdějšího patriarchy: často se píše, že Stefanos byl Basileiův nejmladší syn. To je patrné ze dobového označení BEKLAS, které obsahuje iniciály Basileia, jeho manželky Eudokie a jeho čtyř synů Konstantina (z prvního manželství), Leona, Alexandra a Stefana. Dlouho se předpokládalo, že synové se uvádějí v pořadí, v jakém se narodili. Konstantin VII. a autor Vita Euthymii také píší, že Stephanos byl nejmladším synem Basila. Tuto informaci však možná převzali pouze ze zkratky BEKLAS a mohli se zmýlit. Logothetova kronika každopádně naznačuje jiné pořadí sourozenců: Alexandr se podle ní narodil nejdříve v listopadu 869, ale Stefanos byl pokřtěn někdy během vánoční doby mezi zářím 867 a lednem 869 (tedy buď 867, nebo 868). To znamená, že musel být starší než Alexandr. Dopis napsaný v roce 933 ministrem Dafnopatem metropolitovi Anastasiovi z Heraklea také uvádí, že Stefanos se stal patriarchou ve věku 19 let, zatímco Leon Magistros Choirosfaktes uvádí, že zemřel ve věku 25 let. Takže 867 je nejpravděpodobnější datum narození.
Už v mladém věku byl Stefanos vykastrován a vysvěcen na mnicha. 25. prosince 886 byl svým bratrem, císařem Leonem VI., který se právě dostal k moci, jmenován konstantinopolským patriarchou na místo sesazeného Fotia I. Tím, že se Leon stal blízkým příbuzným patriarchy, se pokusil opět více ovlivňovat církevní politiku, což se císařům proti silnými a svéhlavými patriarchům v posledních desetiletích nedařilo. Nejsou známy žádné protesty proti volbám, tím spíše, že se nenašel vhodný protikandidát a nezdá se, že by nemocný Stefanos představoval v tehdejší mocenské politice možnou hrozbu. Také z doby jeho úřadu nejsou doloženy žádné jeho výjimečné aktivity.
Protože však byl Stefanos o několik let dříve patriarchou Fotiem I. vysvěcen na jáhna, následovníci jeho rivala Ignatia I. volbu zpočátku neuznali. Papež Štěpán V. byl vůči Fotiovi také nepřátelský, ale uznal Stefana jako patriarchu, možná proto, že byl závislý na vojenské podpoře Byzantinců v boji proti Saracénům.
Stefanos zemřel po šesti až sedmi letech v úřadu údajně kvůli extrémně tvrdé askezi, kterou praktikoval. V pravoslavné církvi je uctíván jako svatý a jeho pamětní den je 18. května.